# Чучелов, Владимир Николаевич
Владимир Николаевич Чучелов (род. 28 сентября 1969, Москва) — бельгийский шахматист, гроссмейстер (1995), тренер. Среди учеников - ведущие шахматисты мира Аниш Гири, Фабиано Каруана и Теймур Раджабов. В 2014 году признан ФИДЕ лучшим тренером года, является автором интенсивного курса для шахматистов, получившего название «Стратегический баланс».
Занимался в шахматной школе Московского городского Дворца пионеров (ныне ДЮСШ им. М.М. Ботвинника), первым тренером был Виктор Черный, затем - Абрам Хасин.